# 新紮師妹
《新紮師妹》是2002年的香港喜劇電影，為《新紮師妹》系列開端，也為電影《玉女添丁》的姊妹作，由楊千嬅、吳彦祖領銜主演，由馬偉豪執導。
《新紮師妹》於2002年3月7日於香港上映，香港一地票房總結超過1100萬港幣。

## 劇情
志向成為警察的方麗娟（楊千嬅飾）經多次投考後才進學堂，並幸運地畢業，畢業後被委派失物登記工作。誤打誤撞下成為卧底，目的是把偷聽器放在目標龍頭大哥的養子區海文（吳彥祖飾）身邊，但文的女友入內並與文爭執，娟為完成任務擋了文女友的玻璃樽，文大為感激。警方欲儘快搜證，要娟繼續成為卧底，但二人卻因此互生好感……

## 演員
- 楊千嬅 飾 方麗娟
- 吳彦祖 飾 區海文
- 黃偉文 飾 Roger(方麗娟同事)
- 森美 飾 Over(方麗娟同事)
- 許紹雄 飾 鍾Sir/鍾樂海/方鍾Sir(方麗娟上司)
- 黃浩然 飾 周劍雄(刑事偵查部同事)
- 黃泆潼 飾 小翠(刑事偵查部同事)
- 查小欣 飾 查小美總督察(方麗娟上司)
- 周驄 飾 區耀山(區海文父)
- 茜利妹 飾 卧底警花
- 邱琦雯 飾 Lolita(區海文前女友)
- 葉景文 飾 Mickey Yau
- 葉偉信 飾
- 麥兆輝 飾
- 鄒凱光 飾
- 李兆基 飾 阿基（FBI）
- 吳志雄 飾 阿雄（FBI）
- 李家榮 飾 明(刑事偵查部同事)
- 周家聲 飾 (刑事偵查部同事)
- 李耀明 飾 阿泉（區海文保鏢）

## 外部連結
- 開眼電影網上《新紮師妹》的資料（繁體中文）
- 豆瓣电影上《新紮師妹》的資料 （简体中文）
- 时光网上《新紮師妹》的資料（简体中文）
- AllMovie上《新紮師妹》的资料（英文）
- 爛番茄上《新紮師妹》的資料（英文）
- 香港影庫上《新紮師妹》的資料（繁體中文）
- 互联网电影数据库（IMDb）上《新紮師妹》的资料（英文）